# 回龙镇 (兴仁市)
回龙镇，是中华人民共和国贵州省黔西南布依族苗族自治州兴仁市下辖的一个乡镇级行政单位。
2015年1月21日，贵州省人民政府批复同意兴仁县乡镇行政区划调整，新设置的回龙镇辖原回龙镇和大山乡老里齐村岩子冲组，镇人民政府驻回龙居委会。
1986年，撤区公所设镇，称回龙镇。截至2021年10月，回龙镇共辖3个社区、14个行政村。镇人民政府驻回龙镇肇江路5号。
2020年，回龙镇税收入库1.03亿元，增长率149.3%；社会固定资产投资总额由34.57亿元，增长率295.5%。
截至2021年7月，回龙镇总人口为2.8万人，外来人口5000多人

## 行政区划
回龙镇下辖以下地区：
回龙社区、计屯村、杨家湾村、坪寨村、狮子村、金子田村、打汞村、纳壁村、鸡谷村、山妹孔村、塘山村、新坪村和孔寨村。